# Villagrán, Tamaulipas
Villagrán là một đô thị thuộc bang Tamaulipas, México. Năm 2005, dân số của đô thị này là 6457 người.